# Бюнель, Пьер-Анри
Пьер-Анри Бюнель (фр. Pierre-Henri Bunel, родился 7 июля 1952 года) — майор Армии Франции, разведчик, осуждённый за передачу югославской разведке секретных документов о военных планах НАТО, сделанную незадолго до начала войны НАТО против Югославии.

## Биография
Окончил особое военное училище Сен-Сир, на службе во французской армии с 1973 года. Дослужился до звания майора (1993 год). Во время войны в Персидском заливе и участия французских войск в нём (операция «Годовалый олень») был адъютантом генерала Мишеля Рокжоффра, также нёс службу в Боснии и Герцеговине после заключения Дейтонского соглашения.
В конце 1998 года Бюнель, работавший в представительстве Франции при штаб-квартире НАТО в Брюсселе, был арестован после того, как рассказал о том, что передавал секретные документы генералу вооружённых сил Союзной Республики Югославия Йовану Милановичу. Согласно своим показаниям, по закрытому каналу связи, доступному только для военных, французская разведка сообщила Бюнелю приказ — передать югославам информацию о военных планах НАТО в случае необходимости проведения военной операции в Косово и о списке потенциальных целей для бомбардировок. Эти планы должны были убедить югославов в реальности того, что риск военной операции достаточно высок. Бюнель передавал с июля по октябрь 1998 года документы о военных планах НАТО Йовановичу, впервые встретившись с ним на обеде. Важную роль в передаче этих данных сыграл один из сотрудников службы безопасности Армии Республики Сербской и по совместительству сотрудник французской разведки Югослав Петрушич.
Пресса обвиняла Бюнеля в шпионаже в пользу сербов: о том, что Бюнель был завербован, говорил заместитель начальника Управления территориального наблюдения (DST) Жан-Люк Камар. Бюнель отрицал факт вербовки и говорил, что действовал исключительно по указаниям французской разведки. Признавая факт совершённой им ошибки, он, тем не менее, не признавал факт государственной измены. Позже он стал говорить, что действовал ещё и из-за своей неприязни к американцам, не отказываясь от своих прежних показаний касаемо указаний свыше. Расследование дела Бюнеля вёл парижский суд, который позже освободил офицера. Однако в 1999 году было изменено законодательство, и Бюнель в итоге предстал перед военным трибуналом. Генеральный прокурор Жанин Стерн требовала 5 лет тюрьмы, осуждая всячески намерения Бюнеля, а по законодательству Бюнелю грозило и до 15 лет тюрьмы. Сам он перед вынесением приговора не выразил раскаяния в своих действиях, заявил, что делал это с лучшими намерениями ради чести и своей семьи. В итоге 12 декабря 2001 года Бюнель был признан виновным, лишён звания майора и приговорён к двум годам реального лишения свободы и трём годам условно.
Он отбывал наказание в тюрьме Санте, откуда был освобождён уже весной 2002 года. Дело Бюнеля оказалось не первым случаем, когда утечка информации из французских вооружённых сил была на руку Союзной Республике Югославии и фракциям, поддерживаемым ею во время югославских войн. В 2002 году ещё один французский офицер связи был обвинён в умышленном срыве мероприятий по аресту Радована Караджича: он якобы сообщил последнему о намерениях натовцев задержать лидера боснийских сербов в городе Фоча, чем позволил Караджичу успешно сбежать.
После освобождения Бюнель работал в строительной сфере, публиковал книги на тему исламского экстремизма и войны НАТО против Югославии. Является соавтором книги французского писателя-конспиролога Тьерри Мейсана «Пентагейт» о теории заговора, связанной с терактами 11 сентября 2001 года (автор 4-й главы книги под названием «Кумулятивный эффект»). Помимо этого, он стал известен как автор перевода на французский книг Дэвида Рэя Гриффина, другого американского конспиролога, также оспаривающего официальную версию терактов 11 сентября 2001 года.
5 сентября 2013 года указом Президента Сербии Томислава Николича награждён золотой медалью за храбрость «Милош Обилич» с формулировкой «за проявленные мужество и героизм».

## В литературе
- В романе Елены Чудиновой «Мечеть Парижской Богоматери» одним из персонажей является внук Бюнеля.

## Публикации
- Bunel, Pierre-Henri. Crimes de guerre à l’OTAN (фр.) / complété et réédité chez Carnot, en 2001. — Éditions n°1. — 2000.
- Bunel, Pierre-Henri. Mes services secrets : Souvenirs d’un agent de l’ombre (фр.). — Flammarion, 2001.
- Bunel, Pierre-Henri. Menaces islamistes (фр.). — Carnot, 2001.
- Bunel, Pierre-Henri. Proche-Orient : Une guerre mondiale (фр.). — Carnot, 2004.
- Bunel, Pierre-Henri. Le Cederom Montsegur Roman cryptographique (фр.). — éditions ACE, 2004.